# قرار مجلس الأمن التابع للأمم المتحدة رقم 648
قرار مجلس الأمن التابع للأمم المتحدة رقم 648، المتخذ بالإجماع في 31 كانون الثاني (يناير) 1990، بعد التذكير بالقرارات السابقة بشأن الموضوع، وكذلك دراسة تقرير الأمين العام عن قوة الأمم المتحدة المؤقتة في لبنان (اليونيفيل) المعتمدة في القرار 426 (1978)، قرر المجلس تمديد ولاية اليونيفيل لستة أشهر أخرى حتى 31 تموز-يونيو 1990.
ثم أعاد المجلس التأكيد على ولاية القوة وطلب من الأمين العام تقديم تقرير عن التقدم المحرز فيما يتعلق بتنفيذ القرارين 425 (1978) و426 (1978).